# Könnyű Közmű Program
A Könnyű Közmű Programot Magyarország Kormánya 2017. július 1. napjával indította el. A program célja, hogy a családok, valamint a kis- és közepes vállalkozások közművekkel kapcsolatos terhei csökkenjenek. Ennek keretén belül pénzügyi és bürokratikus terhek csökkenése valósult meg, továbbá számos területen sikerült megtörni a közműszolgáltatók monopóliumát. A program megalkotója Bartal Tamás, a Miniszterelnökség helyettes államtitkára.
A Könnyű Közmű Program eddig öt lépésben valósította meg a kitűzött célokat. Ennek során összesen 17 milliárd forintot takaríthattak meg a családok, valamint a kis- és közepes vállalkozások. Ennek legnagyobb részét a gázbekötések díjmentessége és a kapcsolódó szolgáltatások árainak mérséklése vagy eltörlése, továbbá a műszaki-biztonsági felülvizsgálat (gáztömörségi vizsgálat) intézményének kiiktatása adta.

## A Könnyű Közmű Program eddig megvalósult elemei

### Első lépés
A Könnyű Közmű Program első lépéseként megalkotásra került az egyes törvényeknek Magyarország versenyképessége javítása érdekében történő módosításáról szóló 2017. évi LVII. törvény, valamint az ennek végrehajtását szolgáló egyes kormányrendeleteknek Magyarország versenyképessége javítása érdekében történő módosításáról szóló 157/2017.(VI.16.) Korm. rendelet. A meghozott rendelkezések túlnyomó része 2017. július 1-jén lépett hatályba.

#### A jogszabályok által létrehozott főbb változások a következők
1. Díjmentesség
A díjmentesség három szektorra: a villany, gáz, víz (ivóvíz- és szennyvíz) bekötésekre vonatkozik. A díjmentesség nem csupán a lakosságot, hanem kis- és középvállalkozásokat is megilleti.
Díjmentessé vált
- a legfeljebb 4 köbméter/óra névleges teljesítményű gáz fogyasztásmérő beszerelése,
- a legfeljebb 32 amper névleges teljesítményű villany fogyasztásmérő beszerelése,
- a 32 mm átmérőjű ivóvíz vezeték és a 160 mm átmérőjű szennyvíz vezeték bekötése.[3]

2. Olcsóbb különdíjas szolgáltatások a gázszektorban
A gázszektorban a különdíj mértékének megállapítása kizárólag a munkavégzésre ténylegesen ráfordított idő alapulvételével történhet, nem lehet átalánydíjat és a munkához nem kapcsolódó egyéb költséget megállapítani. Érvényesíteni kell a legkisebb költség elvét.
3. Hatósági hozzáállás helyett szolgáltatói szemlélet az elosztó társaságoknál
A Kormány a megfellebbezhetetlen döntést hozó hatósági szemlélet helyett a szolgáltatói szemléletet és hozzáállást erősíti a közműcégek körében.
2017. július 1-jétől a fogyasztó jogorvoslattal fordulhat a műszaki-biztonsági hatósághoz, vagyis a területileg illetékes járási, fővárosi, kerületi kormányhivatalhoz, ha az elosztó vagy a szolgáltató elutasítja a közmű kiviteli tervét. Jogorvoslattal lehet élni továbbá akkor is, ha az elosztó vagy a szolgáltató elutasítja a terv szerint kivitelezett közmű átvételét.
4. Ingyenes jogorvoslati eljárások
A közműtársaság által elutasított közmű kiviteli terv vagy a terv szerint kivitelezett közmű átvételének elutasítása esetén a területileg illetékes járási, fővárosi, kerületi kormányhivatal műszaki-biztonsági hatósághoz benyújtott jogorvoslati kérelem illeték- és díjmentes.
5. Ügyintézési határidők radikális csökkentése
A korábbi határozatlan időhöz képest határidőhöz lettek kötve a közművek ügyintézési szolgáltatásai, illetve az ügyintézési határidők jelentősen csökkentek, hogy azok ne húzódhassanak el, hátráltatva ezzel az építkezési vagy felújítási munkálatokat végző családokat és vállalkozásokat.
Néhány példa:
- A földgázelosztó a csatlakozási igény kielégítésére vonatkozó írásbeli ajánlatát 30 nap helyett 8 napon belül köteles megtenni. Az igény kielégítésének feltételeiről és lehetőségeiről szóló előzetes tájékoztatást 30 nap helyett 10 napon belül kell a fogyasztó részére átadni. A hálózati kapacitás biztosításának határideje maximálásra kerül 60 napban, erre eddig nem volt határidő. Hiánypótlási felhívást 15 nap helyett 3 munkanapon belül lehet kiadni.
- Víziközmű esetén eddig nem volt határidő arra az esetre, ha a benyújtott terv nem felel meg a követelményeknek vagy a bekötés megvalósítására nem alkalmas, ezért a víziközmű-szolgáltató a terv kiegészítését vagy új terv benyújtását kérheti. Erre ezután 5 napja lesz a szolgáltatónak. A bekötővezeték kiépítését, fertőtlenítését, a helyszíni szemlét, a nyomáspróbát, a működőképességi és vízzárósági próbát, a geodéziai bemérést és a vízmérési helyen a bekötési vízmérő beszerelését a szolgáltató ezután a munkaárok rendelkezésre állásának bejelentését követő 30. napig köteles elvégezni, ezt korábban nem rendezte jogszabályi határidő.[9]

### Második lépés

#### Villanyszerelők és vízszerelők nyilvántartása
A Könnyű Közmű Program második lépéseként megalkotásra került az egyes kormányrendeletek Magyarország versenyképességének javítása érdekében történő módosításáról szóló 218/2017. (VII. 31.) Korm. rendelet), a villanyszerelők bejelentéséről és nyilvántartásáról szóló 219/2017.(VII.31.) Korm. rendelet és a víziközmű-bekötést végző személyek bejelentéséről és nyilvántartásáról szóló 220/2017.(VII.31.) Korm. rendelet. A rendeletek szabályozzák a villany-, illetve vízszerelői tevékenységet folytató személyekre vonatkozó bejelentés megtételét, annak feltételeit, a bejelentés adattartalmát, a csatolandó igazolásokat, továbbá a szükséges képesítéseket. A módosítással megszűnt az elosztó és szolgáltató társaságok monopóliuma a közmű-csatlakozások kivitelezésénél. Ezzel a kivitelezői piac megnyílt és a vállalkozások széles köre jelenhet meg ebben a szegmensben is.

#### Elosztó társaságok közmű-csatlakozási kivitelezési monopóliumának megszüntetése
2017. szeptember 1-je előtt az áram és víziközmű szektorban nem volt biztosított, hogy a kivitelezési munkákat a felhasználó a maga által választott kivitelezővel végeztesse el. Ezzel szemben a földgáz szektorban a kivitelezési munkát a bejelentett és jogosult gázszerelők nyilvántartásában szereplő gázszerelők közül a felhasználó által kiválasztott vállalkozó is elvégezhette.
A három szektorra vonatkozó szabályozás összehangolása miatt a gázszektorban alkalmazott megoldást az egyes törvényeknek Magyarország versenyképessége javítása érdekében történő módosításáról szóló 2017. évi LVII. törvény 2017. szeptember 1. napján hatályba lépő rendelkezéseivel átültette a villamos energia és a víziközmű szektorba is:
- Eszerint a villanyhálózati csatlakozást a hálózati csatlakozási szerződés megkötését követően a hálózati csatlakozási szerződés rendelkezései szerint az igénybejelentő saját beruházásban is megvalósíthatja.
- Az ivóvíz-bekötővezeték kiépítésére, fertőtlenítésére, a helyszíni szemlére, a nyomáspróbára, a működőképességi és vízzárósági próbára, a geodéziai bemérésre és a vízmérési helyen a bekötési vízmérő beszerelésére, továbbá a szennyvíz-bekötővezeték létesítésére, annak a már üzemeltetett szennyvíz-törzshálózatra való bekötésére az igénybejelentő – a víziközmű-szolgáltató helyett – a kivitelezési jogosultsággal rendelkező vízszerelők nyilvántartásában szereplő személynek is megbízást adhat.[3]

### Harmadik lépés
A Könnyű Közmű Program harmadik lépéseként megalkotásra került a nemzeti versenyképesség növeléséhez szükséges egyes törvénymódosításokról szóló 2017. évi CXXXVII. törvény), valamint az egyes kormányrendeleteknek a nemzeti versenyképesség növeléséhez szükséges módosításáról szóló 343/2017. (XI. 15.) Korm. rendelet.

#### Közmű engedélyezési eljárások további gyorsítása
- Valamennyi közműre vonatkozóan előírásra került, hogy a szolgáltató, az elosztó a csatlakozási igény befogadását nem tagadhatja meg, ha a csatlakozás valamennyi jogszabályi feltétele teljesült. Az ügyintézést el kell kezdeni a kérelem beérkezésével és a bekötésre vonatkozó szerződést a törvényben előírt időn belül postázni kell az ügyfelek részére.
- Gáz és villanycsatlakozások esetében az elosztó a csatlakozási igény teljesítését nem kötheti óvadék, letét, előleg, kötbér vagy más fizetési kötelezettség teljesítéséhez.
- Víziközművek (ivóvíz és csatorna bekötések) esetében visszamenőlegesen bővítésre került a mentesség alá eső díjtételek köre: 2017. december 1-től a kiszállási díj, az igényfelméréssel és az igénybejelentés feldolgozásával, elbírálásával kapcsolatban bármilyen tevékenység, szolgáltatás díja is elengedésre került.

Egységes részszámla kibocsátási szabályok
- Az ország egyes pontjain a szolgáltatók megváltoztatták a számlázási rendet, egyszerre küldtek ki többhavi fogyasztási számlát. 2017. decemberétől egyszerre legfeljebb háromhavi számlát lehet kiküldeni és három különböző esedékességi időt kell rajtuk feltüntetni. Nem lehet többhavi tétel kifizetésére egyszerre kötelezni a fogyasztót, a fizetési határidők között legalább harminc napnak kell eltelnie. Tehát az elosztók nem tudják önkényesen, a fogyasztók hátrányára megállapítani a fizetési határidőket.

Egyéb változások:
Gázcsatlakozások esetén egyértelművé vált, hogy
- ha az elosztóvezeték hossza meghaladja a 250 métert, a díjakat csak a 250 méter feletti részre kell megfizetni, továbbá
- a díjmentességet több lakást vagy üzletet magában foglaló ingatlan esetében lakásonként, illetve üzletenként kell értelmezni.[3]

### Negyedik lépés

#### Gáztömörségi vizsgálat eltörlése
A Könnyű Közmű Program negyedik lépéseként a nemzeti versenyképesség növeléséhez szükséges egyes törvénymódosításokról szóló 2017. évi CXXXVII. törvény 2018. január 1. napjával hatályba lépő rendelkezési alapján a gázközművek vonatkozásában megszüntetésre került a fogyasztók számára hátrányos műszaki biztonsági felülvizsgálat.
Eddig a gázelosztó a helyszíni vizsgálat során a gáztömörséget mérte, ami egy elméleti fogalom. Ehelyett most már a gázszivárgást kell vizsgálni, mely egy egyszerű műszeres vizsgálattal megállapítható, nem kell hozzá szétszerelni a fogyasztásmérőt vagy megbontani a vezetéket. Ezzel minimálisra csökkent a családok, és a kkv-k zavarása, mert a folyamat során kizárólag a tényleges hiba felderítésére fog a vizsgálat koncentrálni. A vizsgálat is ingyenessé vált.
A földgázelosztó által kötelezően elvégzendő 10 évenkénti gázszivárgás ellenőrzését mostantól kizárólag a fűtési idényen kívül lehet elvégezni, április 15. és október 15. között. Az elosztó társaságnak legalább 60 nappal korábban jelezniük kell ellenőrzésük időpontját a lakástulajdonosok felé. Így megfelelő felkészülési idő áll minden család és vállalkozás rendelkezésére.
Ha szivárgást észlel az elosztó, már nem zárhatja le automatikusan az egész hálózatot a házban. Pontosan be kell határolnia, hogy a szivárgás hol áll fenn, csak egy lakásban vagy esetleg csak egy készüléknél. Csak a szivárgással érintett vezetéket lehet lezárni, tehát adott esetben
- külön egy készüléket,
- külön a lakást vagy
- külön a strangot.

Az élet- és vagyonbiztonság fenntartása érdekében természetesen a gázszivárgást az észlelése esetén továbbra is bármikor be lehet jelenteni és az elosztó köteles már az új szabályok szerint a fogyasztók felesleges zavarását elkerülve, felesleges kiadások okozása nélkül intézkedni.

### Ötödik lépés
A Könnyű Közmű Program ötödik lépéseként a nemzeti versenyképesség növeléséhez szükséges egyes törvénymódosításokról szóló 2017. évi CXXXVII. törvény és az egyes kormányrendeleteknek a nemzeti versenyképesség növeléséhez szükséges módosításáról szóló 343/2017. (XI. 15.) Korm. rendelet 2018. február 1. napjával hatályba lépő rendelkezési alapján a gázközművek vonatkozásában változtak, egyszerűsödtek a készülékcsere szabályai.

#### Készülékcsere újraszabályozása
2018. február 1. napjától nincs szükség az elosztó közreműködésére a gázfogyasztó készülékcserék folyamatában. Kizárólag a gázszerelő és a tervező kap szerepet.
- Egyszerűsített készülékcsere valósul meg, ha ugyanolyan műszaki paraméterű készülék kerül felszerelésre, mint az addigi és az átalakítás nem jár a gázvezeték megbontásával. Ilyenkor a gázszerelő igazolja a munka végeztével annak szabályszerűségét.
- Ha pedig a gázvezetéket is cserélni kell, vagy át kell alakítani, az eddigieknek megfelelően arra jogosult tervező mérnököt kell bevonni. A kivitelezés után a tervező fogja ellenőrizni és igazolni, hogy a terveknek megfelelően készült-e el a munka.

Az intézkedés minden gázfogyasztóra vonatkozik.